# Reminderville (Ohio)
Reminderville es una villa ubicada en el condado de Summit en el estado estadounidense de Ohio. En el Censo de 2010 tenía una población de 3404 habitantes y una densidad poblacional de 594,7 personas por km².

## Geografía
Reminderville se encuentra ubicada en las coordenadas 41°19′39″N 81°23′49″O / 41.32750, -81.39694. Según la Oficina del Censo de los Estados Unidos, Reminderville tiene una superficie total de 5.72 km², de la cual 5.65 km² corresponden a tierra firme y (1.36%) 0.08 km² es agua.

## Demografía
Según el censo de 2010, había 3404 personas residiendo en Reminderville. La densidad de población era de 594,7 hab./km². De los 3404 habitantes, Reminderville estaba compuesto por el 82.29% blancos, el 9.02% eran afroamericanos, el 0.12% eran amerindios, el 5.35% eran asiáticos, el 0% eran isleños del Pacífico, el 0.38% eran de otras razas y el 2.85% pertenecían a dos o más razas. Del total de la población el 1.15% eran hispanos o latinos de cualquier raza.